# Voiture mondiale de l'année
Le trophée de la Voiture mondiale de l'année (en anglais, World car of the year) consacre  la meilleure automobile commercialisée dans l'année et dans le monde, par un jury de journalistes internationaux depuis 2004. Le prix est décerné lors du salon de l'automobile de New York.

## Histoire
Créée en 2003, le trophée WCOTY est décerné au salon de New York par un jury de 102 journalistes internationaux venant de 33 pays depuis 2004. La première voiture consacrée est l'Audi A6 de troisième génération.

### Règlement
Le modèle d'automobile présenté au concours doit être produit à plus de 10 000 exemplaires par an, être vendu sur au moins deux des principaux marchés mondiaux (Chine, Europe, Inde, Japon, Corée, Amérique latine, États-Unis) et sur au moins deux continents distincts.

## Lauréats
| World Car of The Year | World Car of The Year | World Car of The Year       | World Car of The Year |
| Année                 | Nationalité           | Modèle                      |                       |
| --------------------- | --------------------- | --------------------------- | --------------------- |
| 2023                  | Corée du Sud          | Hyundai Ioniq 6             |                       |
| 2022                  | Corée du Sud          | Hyundai Ioniq 5             |                       |
| 2021                  | Allemagne             | Volkswagen ID.4             |                       |
| 2020                  | Corée du Sud          | Kia Telluride               |                       |
| 2019                  | Royaume-Uni           | Jaguar I-Pace               |                       |
| 2018                  | Suède                 | Volvo XC60 (II)             |                       |
| 2017                  | Royaume-Uni           | Jaguar F-Pace               |                       |
| 2016                  | Japon                 | Mazda MX-5 (IV)             |                       |
| 2015                  | Allemagne             | Mercedes-Benz Classe C (IV) |                       |
| 2014                  | Allemagne             | Audi A3 (III)               |                       |
| 2013                  | Allemagne             | Volkswagen Golf (VII)       |                       |
| 2012                  | Allemagne             | Volkswagen up!              |                       |
| 2011                  | Japon                 | Nissan Leaf (I)             |                       |
| 2010                  | Allemagne             | Volkswagen Polo (V)         |                       |
| 2009                  | Allemagne             | Volkswagen Golf (VI)        |                       |
| 2008                  | Japon                 | Mazda 2 (II)                |                       |
| 2007                  | Japon                 | Lexus LS (IV)               |                       |
| 2006                  | Allemagne             | BMW Série 3 (V)             |                       |
| 2005                  | Allemagne             | Audi A6 (III)               |                       |